# Il bravo di Venezia
Il bravo di Venezia è un film del 1941 diretto da Carlo Campogalliani.

## Trama
Venezia, XVI secolo. Marco Da Ponte, detto "Fuser", torna in incognito in città per vedere il figlio Guido che ignora la sua vita da bandito dovuta a un delitto passionale avvenuto anni prima.
Il ragazzo, impiegato nello studio del pittore Veronese, è innamorato di Alina, nipote dell'usuraio Zaccaria alla quale è interessato anche Alvise Guoro, legato alla nobile Leonora, inutilmente corteggiata da Gualtiero.
Tradito da uno dei suo uomini, Marco viene arrestato e dopo poco anche il figlio finisce in carcere; scoperta la verità sul padre, lo rinnega.
Su consiglio di Alvise Guoro il doge propone a Marco di diventare il loro "bravo", ovvero di uccidere su commissione i nemici della Repubblica. In questo modo l'uomo avrà salva la vita anche se dovrà vivere in incognito in quanto dichiarato morto.
Un giorno l'uomo si trova di fronte suo figlio, accusato ingiustamente di omicidio, in realtà vittima inconsapevole degli intrighi di alcuni aspiranti dogi. Grazie al sacrificio paterno, il giovane viene riconosciuto innocente e potrà così sposare la sua fidanzata.

## Produzione
Il film, girato negli studi della Scalera Film di Roma, venne presentato alla Commissione di Revisione Cinematografica il 9 settembre 1941 ed ottenne il visto di censura n. 31.392 del 23 settembre 1941, con una lunghezza della pellicola di 3.136 metri. Nel dopoguerra ebbe un nuovo visto di censura, il n. 1.240 del 14 settembre 1946.  È stato pubblicato in DVD dalla Cristaldi Film, distribuito dalla Cecchi Gori Home Video.

## Distribuzione
Il film venne distribuito nel circuito cinematografico italiano il 17 settembre 1941.